# Музей штату Індіана
Музей штату Індіана (англ. Indiana State Museum; скор. ISM) — музей в Індіанаполісі, США. Розташований в міському парку White River State Park. В музеї зберігаються експонати, що розповідають про культуру та історію штату Індіана від доісторичних часів до наших днів. Музей оснащений IMAX-системою.

## Історія
Колекція музею почала утворюватися в 1862 році, ще під час Громадянської війни, коли державний бібліотекар R. Deloss Brown почав збирати мінерали і інші рідкісні речі, які зберігав у шафі. У 1869 році Генеральна асамблея Індіани прийняла постанову про збір та зберіганні геологічних і мінералогічних артефактів штата. Першими співробітниками музею стали вчені-геологи, які збирали і маркували перші зразки колекції. Спочатку колекція музею була виставлена в приміщенні на третьому поверсі будівлі Капітолія штату Індіана в 1888 році. Потім вона переміщалася в різні приміщення Капітолія, поки не опинилася підвалі будівлі. Тут колекція перебувала протягом наступних майже 45 років.
За цей час робилися багато спроб виділення для музею окремої будівлі і тільки в 1962 році губернатор Меттью Велш схвалив ідею нового приміщення для музею штату Індіана. При переїзді міської влади в нові офіси будівлі Indianapolis City-County Building, стару будівлю уряду було віддано під музей. У ньому були проведені масштабні ремонтні роботи, щоб пристосувати його для музею, і в 1967 році Музей штату Індіана відкрив свої двері в новому будинку, що має чотири поверхи для експонатів і обслуговчого персоналу, а також підвальне приміщення для запасника.
У 1976 році музей отримав акредитацію Американської асоціації музеїв. З роками колекція розросталася і в 1970-х — 1980-х роках до основної будівлі музею купувалися прилеглі будівлі і об'єкти, створюючи музейний комплекс. У 1984 році міська влада вирішила створити новий музейно-рекреаційний комплекс в парку White River State Park. 31 грудня 2001 року музей на площах старої ратуші був закритий і відкрився в міському парку 22 травня 2002 року. Будівництво нового комплексу в Уайт Рівер Парке обійшлося в $ 105 мільйонів.
В даний час Музей штату Індіана має виставкові площі в більш ніж 40000 квадратних футів (4000 м²) і більш 452000 артефактів у своїй колекції.